# 索菲亚纳·吉图纳
索菲亚纳·吉图纳（法語：Sofiane Guitoune；1989年3月27日—）是一位法國橄欖球運動員。他是法國國家橄欖球隊的一員，代表法國參加了2015年世界盃橄欖球賽。